# ユルトン湖
ユルトン湖(スペイン語: Lago Yulton)とは、南アメリカ大陸の南西部に存在する、小さな湖の1つである。

## 地理

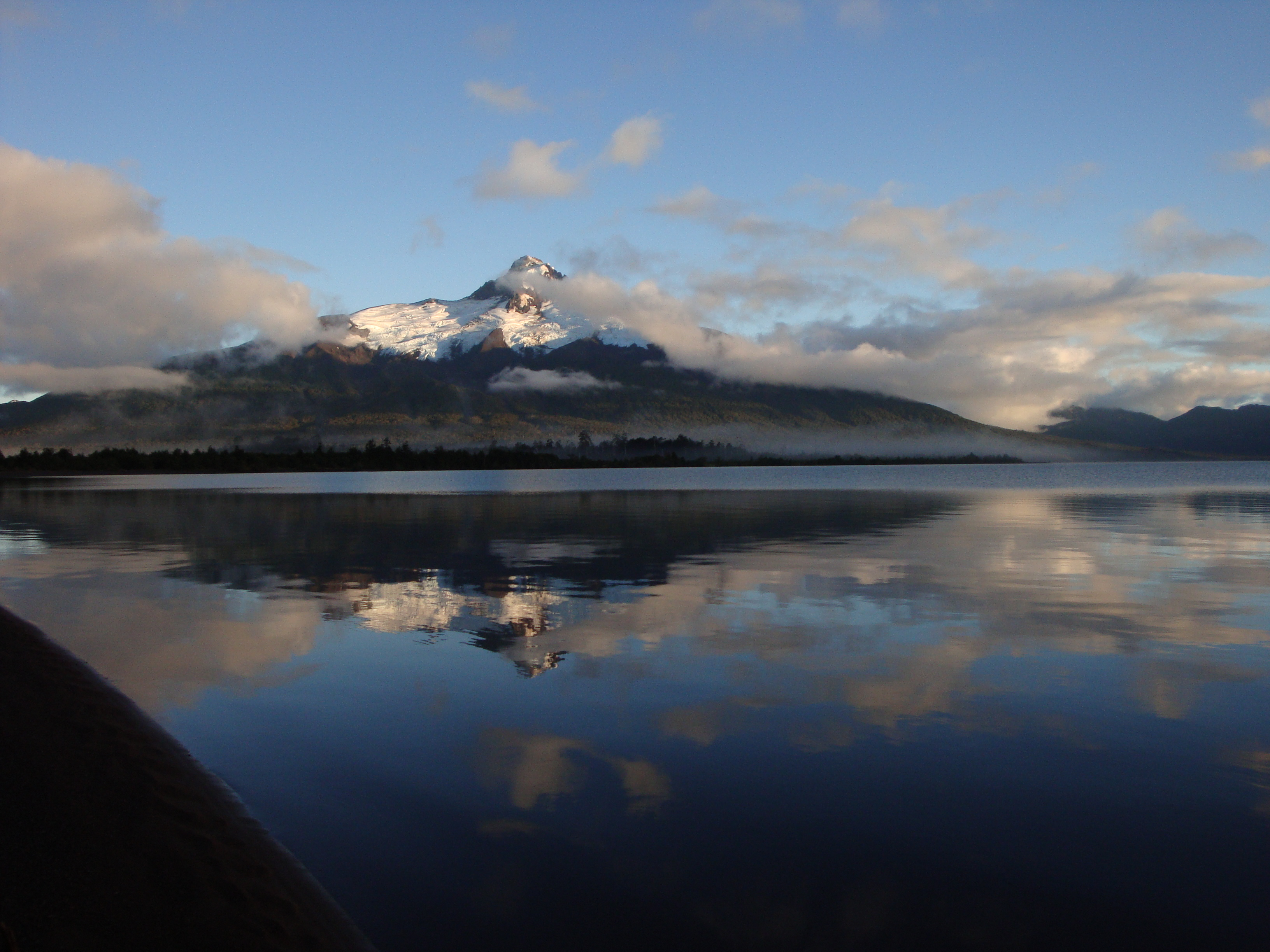
ユルトン湖。なお、後方に見える山はカイ山である。

ユルトン湖は、おおよそ南緯45度06分19秒、西経72度55分05秒付近に位置しており、この場所はチリ南部のアイセン・デル・ヘネラル・カルロス・イバニェス・デル・カンポ州に属している。なお、この辺りは環太平洋造山帯の一部であり、火山の多い場所として知られているわけだが、ユルトン湖の付近にも火山が存在している。この湖は、火山活動の影響で形成された堰止湖であると考えられている。
湖面の標高は約488 メートル、湖面の面積は約60平方キロメートル

。